# Sapir-Whorf-hypotesen
Sapir-Whorf-hypotesen er en kontroversiel lingvistisk hypotese opkaldt efter Edward Sapir og Benjamin Whorf. Tesen er, at ens modersmål påvirker måden man tænker på.
Sapir og Whorf skrev begge om sprogets påvirkning på tankevirksomhed, men de fremsatte aldrig en hypotese eller et sammenhængende forskningsprogram. Ideen stammede fra tyske tænkere som Wilhelm von Humboldt og Johann Gottfried von Herder. Ideen om lingvistisk relativitet er central for Sapir-Whorf-hypotesen – dvs. at betydningsafgrænsningerne mellem ordene på et sprog ofte er vilkårlige og særegne for sproget. Sapir og Whorf gik et skridt videre ved at argumentere for at en persons verdensopfattelse i høj grad er bestemt af ordforrådet og syntaksen i sproget. En lignende tanke er i Danmark fremsat af Sven Clausen.
Den blev kraftigt angrebet af Noam Chomsky og hans tilhængere i de næste årtier. I dag tror de fleste kognitive lingvister, at sproget kan have en vis effekt på tankerne. James Cooke Brown konstruerede i 1955 kunstsproget loglan for at teste hypotesen.